# 무주형설지공군립도서관
무주형설지공군립도서관은 전북특별자치도 무주군에 있는 공립 도서관이다.

## 연혁
- 2001년 12월 14일 개관.